# Appalt
Der Appalt  war die Pacht von staatlichen  Einnahmequellen, rechtlichen Monopolen, Domänen, Regalien   und indirekten Abgaben aller Art im habsburgischen Österreich des Barockzeitalters. Der Appalt ist daher ein mit der Finanzpolitik des Merkantilismus eng verknüpfter Begriff. Wurde eine solche  Pachtkonzession weiter verpachtet, sprach man vom Afterappalt.
Das Wort ist italienischer Herkunft, wo appalto 'Auftrag', 'Auftragsausschreibung', 'Konzession' bedeutet.